# Történelmi európai harcművészetek

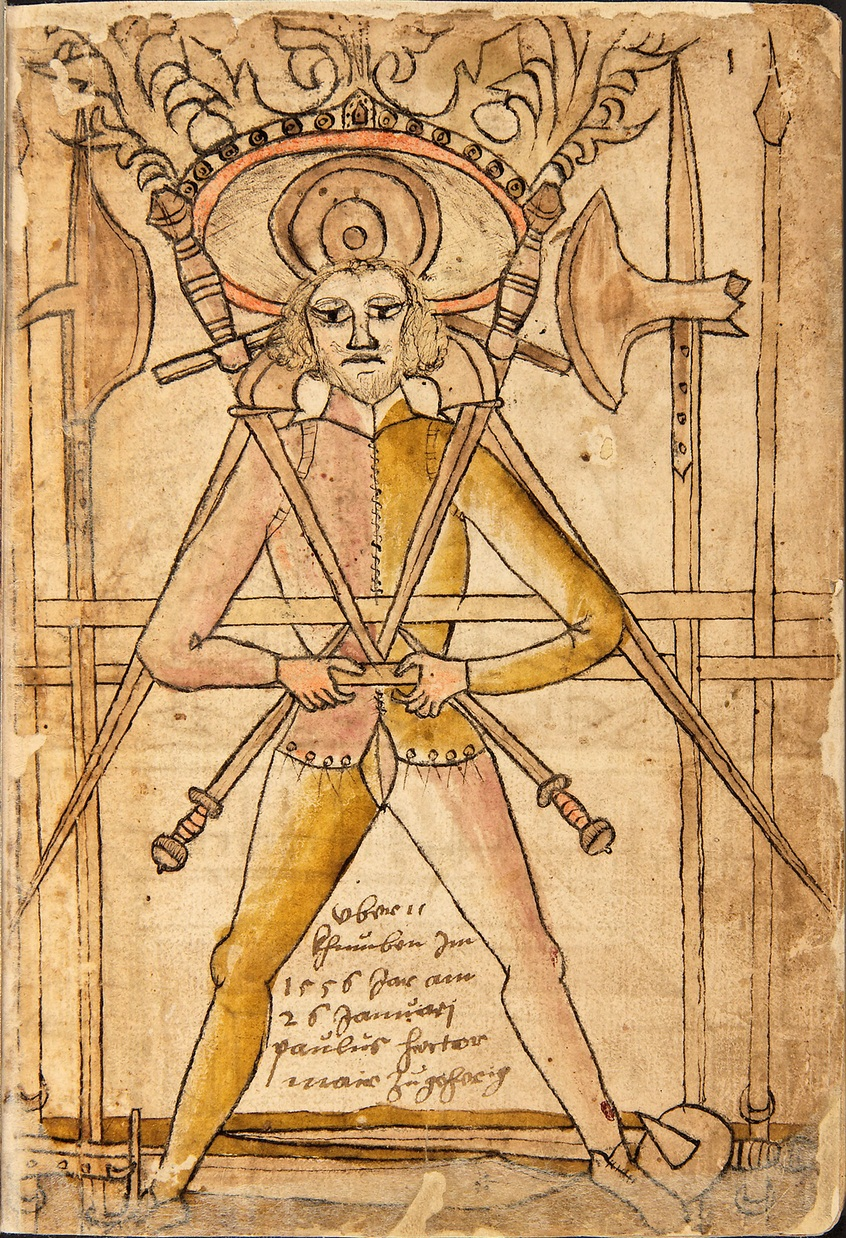
A Codex Wallerstein első lapja bemutatja a 15. századi vívás tipikus eszközeit

A történeti európai harcművészetek az európai eredetű harcművészetek elnevezése. Ezek alatt főként olyan harcművészeteket értünk, amelyek régebben használtak, de azóta kihaltak vagy az eredetitől nagyon eltérő formába fejlődtek. Gyakran nyugati harcművészeteknek is nevezik őket.

## Antikvitás és középkor
Nincs tudomásunk a középkor előtt keletkezett vívókönyvekről, bár töredékes információink vannak az ókori görögök pankration nevű harcművészetéről. Forrásaink alapját azonban mégis inkább az ókori és középkori irodalomban (például az izlandi sagákban és a közép felnémet eposzokban) illetve néhány történelmi vonatkozású művészi munkában találhatjuk meg (pl. nagyon szépen lefesti a kor fegyverzetét és harci technikáit a bayeux-i falikárpit vagy a Morgan-biblia).
A legrégibb fennmaradt, a történelmi európai harcművészetek egyik vívásnemét – a kard és az ökölpajzs (buckler) használatát – részletező kézikönyv a 13. század legvégén készült MS I.33 kódex (1270-1320). Korábban úgy vélték, hogy létezett egy másik 13. századi vívókönyv, amit egy bizonyos Phillipe del Serpente mester írt 1295 körül. A vívástörténeti kutatás kiderítette, hogy egy hibás forrásmegjelölés miatt jelent meg a szakirodalomban ez az adat.

## Kései középkor (1350-től 1500-ig)

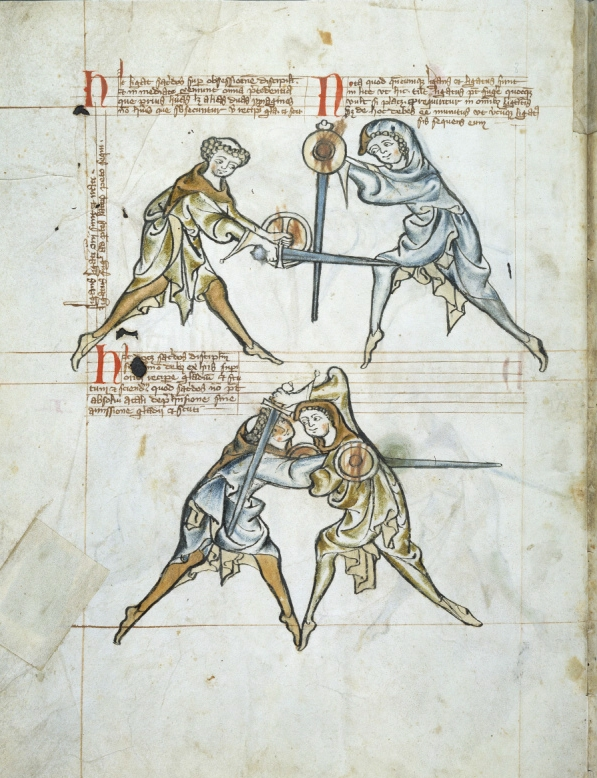
Az I.33 negyedik oldala

A középkori harcművészetek központi figurája a német Johannes Liechtenauer. Habár olyan kéziratot nem ismerünk, amelyet ő írt, az ő tanításait olvashatjuk a 14. század végén írt Ms 3227a-ban. A 15-től a 17. századig 55 fennmaradt Fechtbuchban (német vívókönyv) hivatkoztak olyan dolgokra, amelyeket annak idején ő tanított.

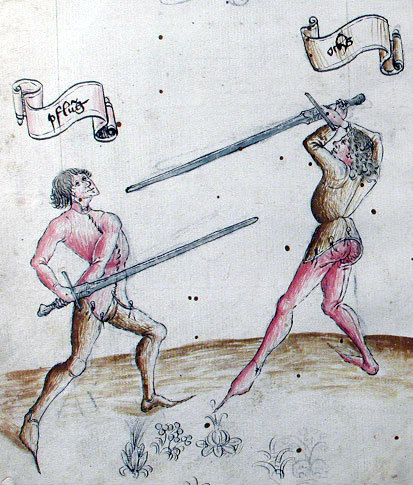
Hosszúkard vívóállások (1452-es kézirat)

Legtöbbször több küzdési módszert oktattak egymás mellett: a fegyvertelen küzdelmet (Kampfringen vagy abrazare), a tőrharcot (Degen vagy daga, de gyakoriak a rondell különböző változatai is), a hosszú kést (Messer) vagy dussackot, a közepes- és hosszúbotot, a hosszúkardot (langes Schwert, spada longa, spadone) és páncélos küzdelmet (Harnischfechten vagy armazare). Mindegyiket gyalog és lóháton is külön gyakoroltatták. Néhány Fechtbuch ír a párbajozó pajzsok (Stechschild) különböző fajtáiról, különleges fegyvereket csak jogi párbajokban használtak.
A hosszúkard mindig tekintélyes pozíciót foglalt el a fegyverek között. Néha a HES (Történelmi Európai Kardforgatás) is ezt használja, ha speciálisan akar említeni kardvívó technikákat.
A legfontosabb 15. századi német vívómesterek Sigmund Ringeck, Peter von Danzig, Hans Talhoffer és Paulus Kal, akik valamennyien oktatták Liechtenhauer módszereit. A 15. század végétől kezdve léteztek un. vívó-testvériségek (Fechtbruderschaften), közülük a legfontosabbak a Marx testvérek (1474-ben alapították) és a Federfechter-testvériség voltak.
1400 körül írtak egy francia könyvet Le jeu de la hache ("Bárdjáték") címmel.
A legkorábbi mester, aki olaszul írt vívókönyvet Fiore dei Liberi volt, akit Ferrara márkija (Marquis di Ferrara) bízott meg. 1410-ben körül írt művében átfogóan ír az olasz harci eljárásokról. Művének a Flos Duellatorum ("A párbajok virága") nevet adta. Értekezésében ír a birkózó technikákról, a tőr, kard, hosszúkard és a szálfegyverek használatáról, a páncélos küzdelemről és a lovasharcról. Az olasz iskola következő mestere Filippo Vadi (1482-1487) és Pietro Monte (1492) voltak.
Három korai (Silver előtti) angol kardvívó szöveg létezik, de mindegyiknek nagyon homályos és bizonytalan a datálhatósága; róluk általában úgy gondolják, hogy a 15. század második feléből valók.

## Korai újkor (1500-tól 1700-ig)

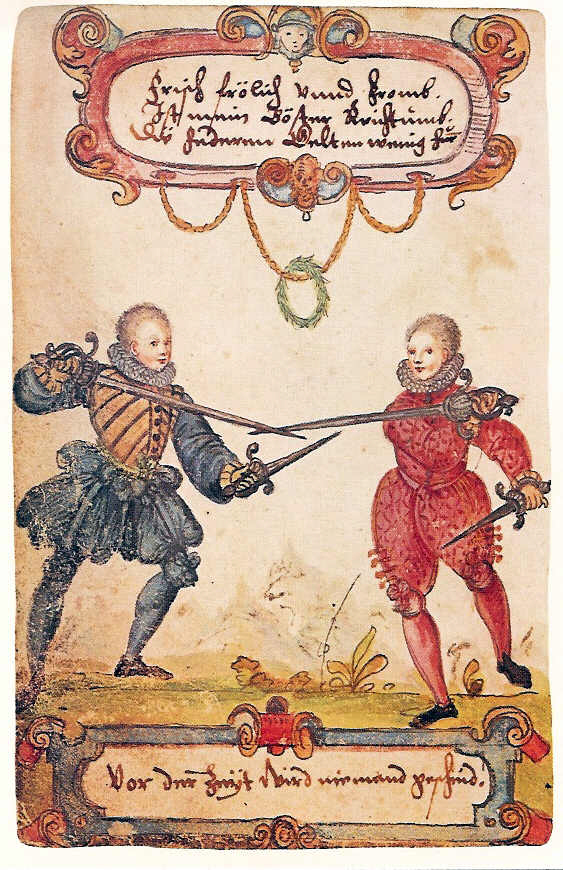
Vívók rapierrel és tőrrel, 1590 körül

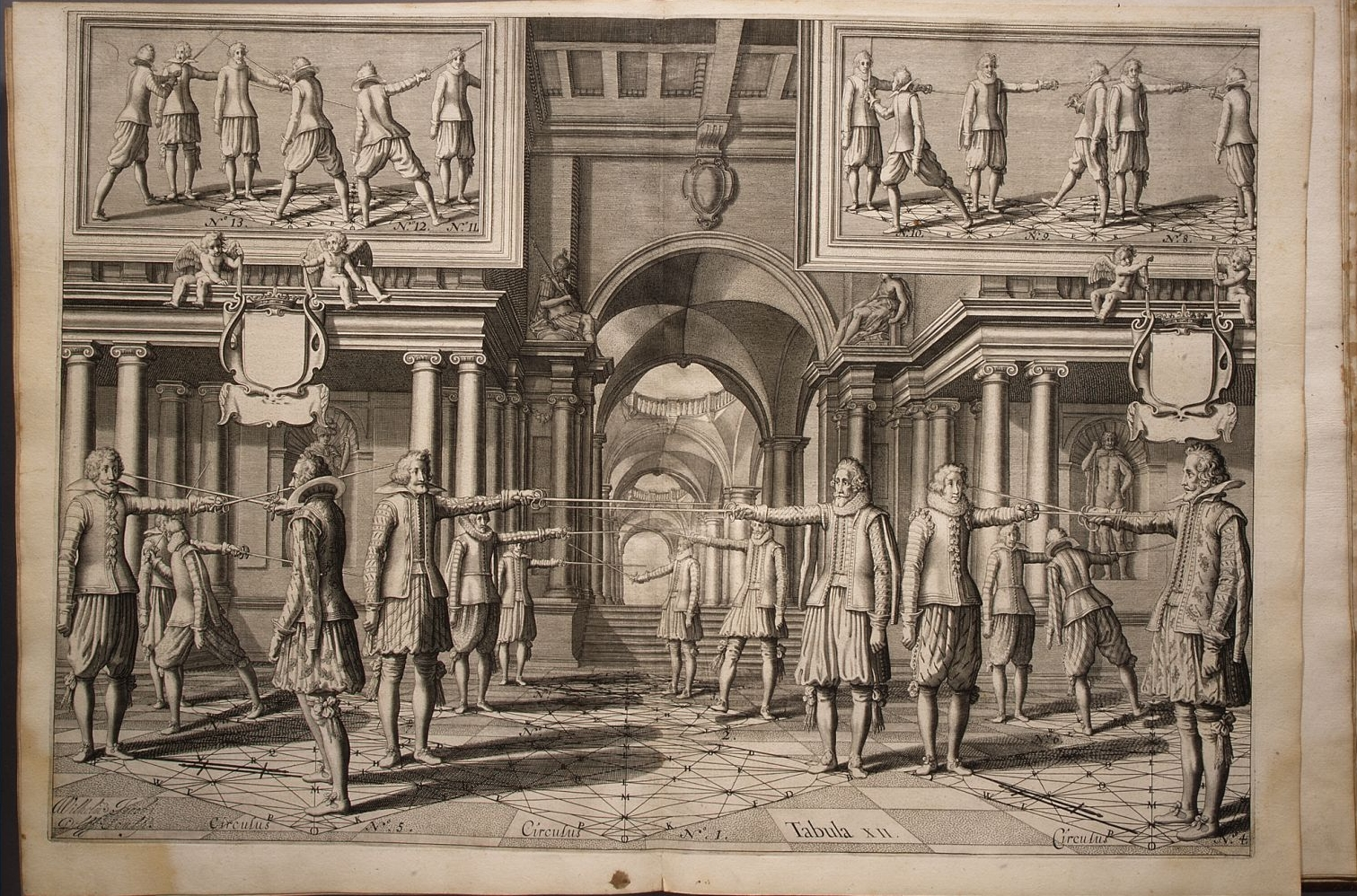
Academie de l-Espee (Girard Thibault, 1628)

A 16. században már csak kivonatolták a régi vívókönyvek technikáit. Néhányukat Paulus Hector Mair (1540-es években) és Joachim Meyer (1570-es évek) nyomtatta ki.
Ugyanebben a században a német vívás elkezdett "játékos" irányba elhajlani. A Mair és Meyer írásai ugyan a liechtenaueri hagyományokon alapulnak, de új jellemzőkkel is bírtak. Jacob Sutor nyomtatott vívókönyve az utolsó a német tradícióban.
Az olasz hagyományokat a Dardi-féle iskola folytatta, olyan mesterekkel mint Antonio Manciolino és Achille Marozzo. A 16. század végétől az olasz rapiervívás, különösen Salvator Fabris értekezésének (1606) köszönhetően, nagy népszerűségnek örvendett egész Európában.
- Antonio Manciolino (1531, olasz)
- Achille Marozzo (1536, olasz)
- Angelo Viggiani (1551, olasz)
- Camillo Agrippa (1553, olasz)
- Jerónimo Sánchez de Carranza (1569, spanyol)
- Giacomo Di Grassi (1570, olasz)
- Giovanni Dall'Agocchie (1572, olasz)
- Henry de Sainct-Didier (1573, francia)
- Frederico Ghisliero (1587, olasz)
- Vincentio Saviolo (1590, olasz)
- George Silver (1599, angol)
- Luis Pacheco de Narváez (1600, spanyol)
- Salvator Fabris (1606, olasz)
- Nicoletto Giganti (1606, olasz)
- Ridolfo Capoferro (1610, olasz)
- Joseph Swetnam (1617, angol)
- Francesco Alfieri (1640, olasz)
- Francesco Antonio Marcelli (1686, olasz)
- Bondi' di Mazo (1696, olasz)

## Modern időszak (1700-1918)

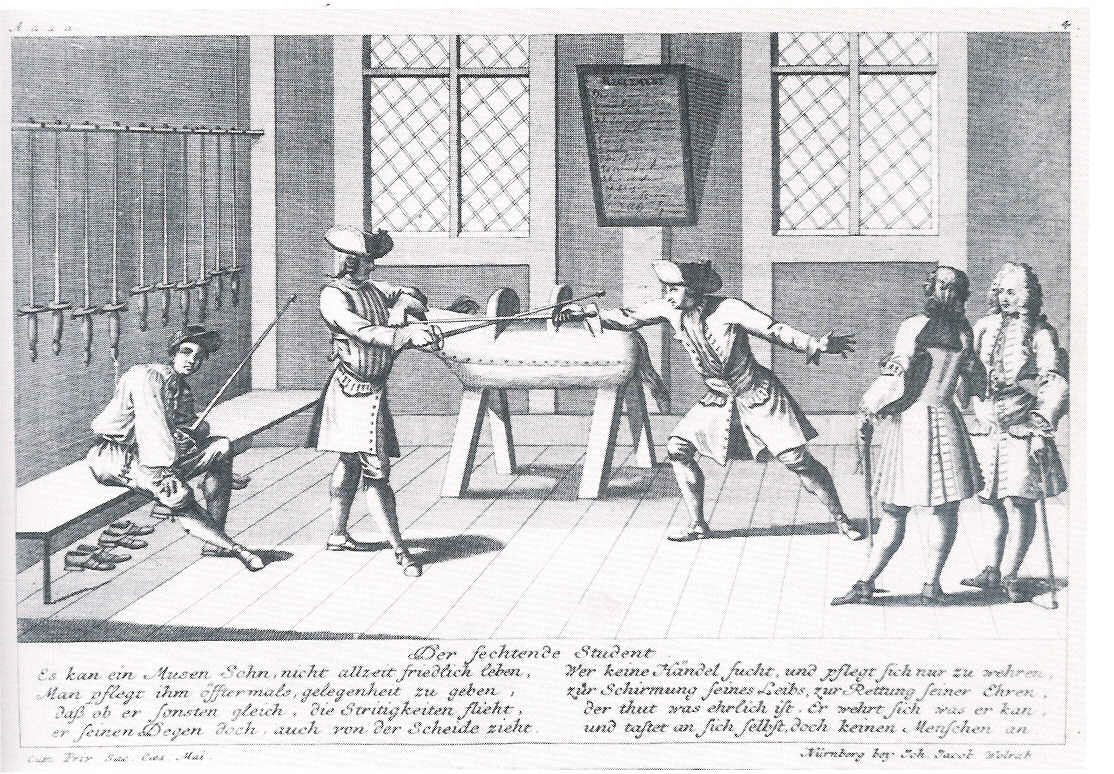
Akadémikus vívás (1725)

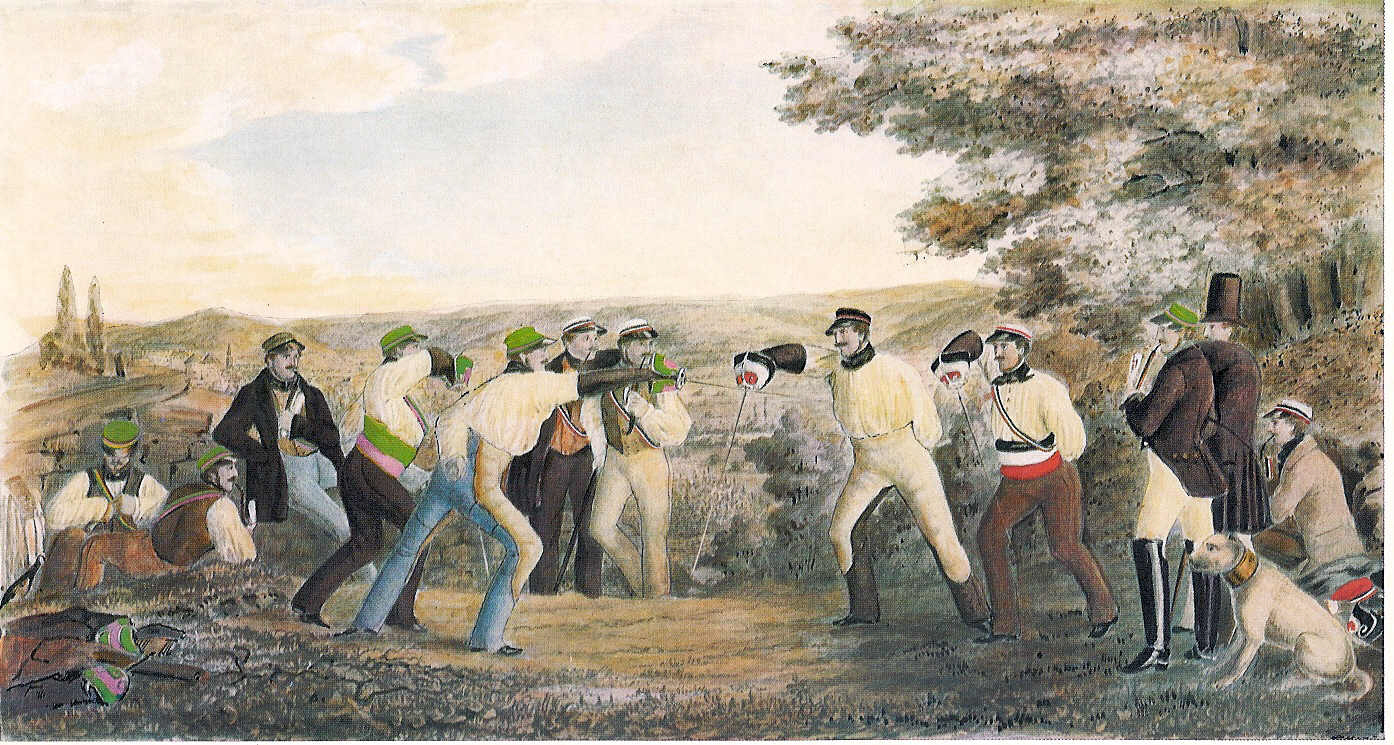
Akadémikus vívás (1831)

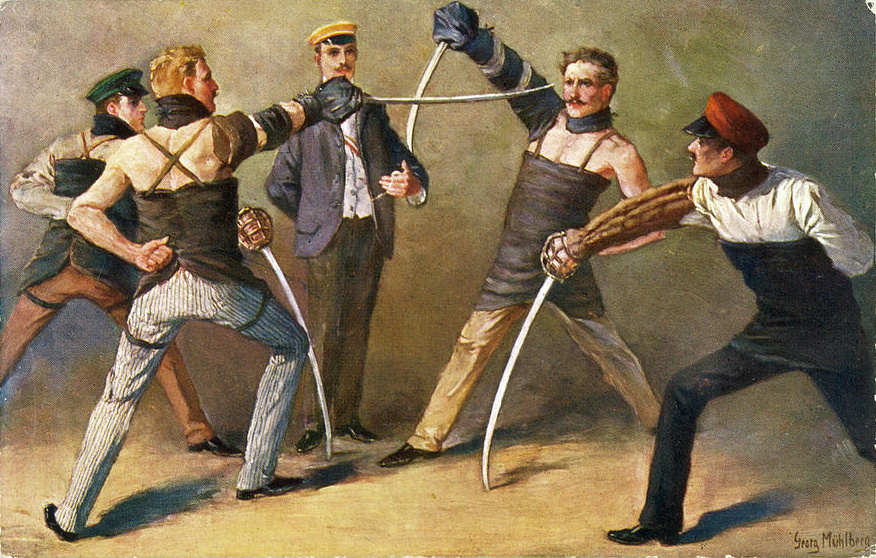
Átmenetel a modern sportvívásba: szablyavívás az 1900-as évek körül.

A reneszánsz utáni időszak harcművészetei felhasználtsága erősen kitolódott, már civil párbajozási, önvédelmi és testedzési célokra is használták őket, de a hadtudományi alkalmazásuk sem felejtődött el. Mindazonáltal elég sok az átfedés a fent említett rendszerek között.
Persze elsősorban a harcászat használta őket ebben az időszakban: a katonák szurony- és szablyavívást, lándzsahasználatot tanultak.
A párbajvívás és más önvédelmi rendszerek magukba foglalják a rövidkard és a rapier késői stílusait is. Kifejlődtek a sétabottal való vívás módszerei is (az ír bata vagy shillelagh, a francia la canne és az angol singlestick vagy cane rendszerek is ezek közé tartoznak). Kialakult a Barticu, amely a keleti és a nyugati iskolák hibridje és amely igen népszerű volt a 20. század hajnalán. Az Európában elterjedt kétkezes bot illetve hosszúbot alkalmazásainak legfontosabb célja az önvédelem volt, ahogyan évszázadokkal azelőtt.
Az 1700-as és az 1900-as évek korai időszakában elterjedt európai küzdősport volt a boksz, a birkózás számos regionális változata, a savate, a hosszú- és vívóbotok alkalmazása különféle rendszerekben, mint a Jodo do Pau, a Juego del Palo, a Makila, a Bâton français és Bastone Siciliano.
Az európai harcművészetek és küzdősportok néhány változata le tudja vezetni tanár-diák generációit a 19. századtól. Ilyenek a francia savate, a le canne és a Bâton français, a portugál Jogo do Pau, az olasz Paranza vagy Bastone Siciliano és a kanári-szigeteki Juego del Palo néhány stílusa is. A 19. és a 20. század elején a hosszúbot (pau / bâton / bastone) alkalmazásokat kikapcsolódásként és a szuronytréning bevezetéseként használta néhány portugál, francia és olasz katonai akadémia.
A 18-19. századi időszak közötti közvetlen folytonosságot nem könnyű megtalálni, de nem lehetetlen: nem utolsósorban azért, mert a modern vívás terminológiája közvetlenül Henry de Sainct-Didier 1573-as művén alapszik. Hasonlóképpen az akadémikus vívásnak is van egy folytonos tradíciója a 16. századtól a mai napig.

## Az újjászületés
A 19. század végén, Európa minden szegletén robbanásszerűen megnőtt az érdeklődés az európai eredetű harcművészetek iránt. Németországban, Karl Wassmannsdorf a német vívóiskolával kapcsolatos kutatást vezetett, míg Gustav Hergsell újranyomtatott Hans Talhoffer kézikönyvei közül hármat. Franciaországban megemlítendő az Academie D'Armes munkája 1880 és 1914 között.
Angliában, Egerton Castle és Alfred Hutton megírta úttörő könyvét a kardforgatás történelméről. Cyril Matthey újra kiadta Silver "Paradoxes of Defence" (A védekezés paradoxonai) és "Brief Instructions" (Instrukciók levélformában) című műveit. Mindhárom könyvben a rekonstruált technikák gyakorlati értelmezései találhatóak (a gyakorlatban ki is próbálták őket). Olaszországban Jacopo Gelli és Francesco Novati voltak a kutatás úttörői. Újra kiadták a Fiore dei Liberi "Flos Duellatorum" (A párbajok virága) című könyvét. Valamint meg kell még említenünk Giuseppe Cerri könyvét, amely a botvívásról szól és amelyhez az ihletet Achille Marozzo csatakard-leckéiből vette. A spanyoloknak ott volt Baron Leguina, akinek a spanyol kardforgatásról szóló könyvét mind a mai napig elsőrendű forrásként említik.

## Ismertebb magyarországi HEMA-szervezetek
- Ars Ensis (2010), a legnagyobb hazai HEMA-vívóiskola
- Anjou Udvari Lovagok Egyesülete (AULE) (2004)
- A Végek Művészete Szablyavívó Iskola (2015)
- Crosscut HRST[2]
- Georgikon Szablya Kör (2014)
- Kard Rendje (2003)
- Pécsi Hosszúkardvívó Sportkör (2006)
- SAGA Európai Harcművészetek Iskolája Egyesület (2001), az első hazai HEMA-szervezet